# Liga de Campeones de la OFC 2007
La Liga de Campeones de la OFC 2007 fue la sexta edición del máximo torneo continental de Oceanía y la primera bajo dicha denominación. El formato de los anteriores Campeonatos de Clubes, en los que el torneo tenía lugar en una sede fija en un lapso corto de tiempo, fue remplazado por un sistema en el que existían dos grupos de tres equipos cada uno que se enfrentaban entre sí ida y vuelta, y los primeros clasificaban a la final, que también se disputaba a ida y vuelta.
Se disputó entre el 10 de enero y el 28 de abril y determinó el primer título del Waitakere United neozelandés que venció en la final al Ba fiyiano, que participó bajo la denominación de 4R Electrical Ba, por la regla del gol de visitante luego de haber igualado 2-2 en el global. Significó también la clasificación del Waitakere a la Copa Mundial de Clubes de la FIFA 2007.

## Equipos participantes
| País                   | Equipo/s                       | Vía de clasificación                                                                                      |
| ---------------------- | ------------------------------ | --- |
| Nueva Zelanda 2 cupos  | Auckland City Waitakere United | Campeón del Campeonato de Clubes de Oceanía 2006 1.º fase regular del Campeonato de Nueva Zelanda 2006-07 |
| Fiyi 1 cupo            | 4R Electrical Ba               | Campeón de la Liga Nacional de Fiyi 2006                                                                  |
| Islas Salomón 1 cupo   | Marist Fire                    | Campeón de la S-League 2005-06                                                                            |
| Nueva Caledonia 1 cupo | Mont-Dore                      | Campeón de la Superliga de Nueva Caledonia 2006                                                           |
| Tahití 1 cupo          | Temanava                       | Campeón de la Copa de Tahití 2006                                                                         |

## Fase de grupos

### Grupo A
| Equipo           | Pts | J | G | E | P | GF | GC | GD  |
| ---------------- | --- | - | - | - | - | -- | -- | --- |
| Waitakere United | 8   | 4 | 2 | 2 | 0 | 13 | 5  | +8  |
| Auckland City    | 8   | 4 | 2 | 2 | 0 | 10 | 4  | +6  |
| Mont-Dore        | 0   | 4 | 0 | 0 | 4 | 1  | 15 | −14 |

| 21 de enero de 2007 | Mont-Dore | 0:2 (0:2) | Auckland City          |  |  |
|                     |           |           | Urlovic 19' 31' (pen.) |  |  |

| 24 de enero de 2007 | Waitakere United     | 2:2 (1:0) | Auckland City           |  |  |
|                     | Hay 25' · Menapi 48' |           | Urlovic 73' · Young 89' |  |  |

| 20 de febrero de 2007 | Waitakere United                                            | 6:1 (2:0) | Mont-Dore  |  |  |
|                       | Menapi 5' 87' · Edwards 8' · Koprivcic 57' 64' · Pearce 55' |           | Diaike 57' |  |  |

| 22 de febrero de 2007 | Auckland City                  | 4:0 (3:0) | Mont-Dore |  |  |
|                       | Young 12' 26' · Little 41' 65' |           |           |  |  |

| 31 de marzo de 2007 | Mont-Dore | 0:3 | Waitakere United         |  |  |
|                     |           |     | Menapi · Gwyther · Wylie |  |  |

| 4 de abril de 2007 | Auckland City    | 2:2 (1:2) | Waitakere United  |  |  |
|                    | Jordan 20' 90+4' |           | Koprivcic 32' 35' |  |  |

### Grupo B
| Equipo           | Pts | J | G | E | P | GF | GC | GD |
| ---------------- | --- | - | - | - | - | -- | -- | -- |
| 4R Electrical Ba | 10  | 4 | 3 | 1 | 0 | 7  | 3  | +4 |
| Temanava         | 4   | 4 | 1 | 1 | 2 | 3  | 5  | −2 |
| Marist           | 3   | 4 | 1 | 0 | 3 | 5  | 7  | −2 |

| 19 de febrero de 2007 | Marist Fire | 0:2 (0:1) | 4R Electrical Ba                  |  |  |
|                       |             |           | Vakatalesau 36' · Tuba 57' (pen.) |  |  |

| 23 de febrero de 2007 | Temanava         | 1:1 (0:1) | 4R Electrical Ba |  |  |
|                       | Kabeu 78' (pen.) |           | Kumar 28'        |  |  |

| 12 de marzo de 2007 | 4R Electrical Ba                  | 3:2 (2:0) | Marist Fire           |  |  |
|                     | Tuba 15' (pen.) · Doi Doi 32' 48' |           | Luwi 85' · 87' (a.g.) |  |  |

| 16 de marzo de 2007 | Temanava                         | 2:1 (1:1) | Marist Fire |  |  |
|                     | Poiroi 12' · Araparii 58' (pen.) |           | Luwi 28'    |  |  |

| 20 de marzo de 2007 | 4R Electrical Ba | 1:0 (0:0) | Temanava | -, Lautoka |  |
|                     | Manuca 72'       |           |          |            |  |

| 22 de marzo de 2007 | Marist Fire         | 2:0 (0:0) | Temanava |  |  |
|                     | Luwi 48' · Naka 51' |           |          |  |  |

## Final
| 21 de abril de 2007 | 4R Electrical Ba          | 2:1 (1:0) | Waitakere United | Govind Park, Ba |  |
|                     | Chandra 7' · Bukalidi 74' |           | Menapi 54'       |                 |  |

| 29 de marzo de 2007 | Waitakere United | 1:0 (0:0) | 4R Electrical Ba | Mount Smart Stadium, Auckland |  |
|                     | Pearce 55'       |           |                  |                               |  |

| Bandera de Nueva Zelanda             |
| Campeón Waitakere United 1.er título |

## Estadísticas

### Goleadores
| Jugador          | Equipo           | Goles |
| ---------------- | ---------------- | ----- |
| Commins Menapi   | Waitakere United | 5     |
| Daniel Koprivcic | Waitakere United | 4     |
| Joe Luwi         | Marist Fire      | 3     |
| Paul Urlovic     | Auckland City    | 3     |
| Grant Young      | Auckland City    | 3     |

### Tabla acumulada
| Equipo | Equipo           | Pts | PJ | PG | PE | PP | GF | GC | Dif | Rend  |
| ------ | ---------------- | --- | -- | -- | -- | -- | -- | -- | --- | ----- |
| 1      | Waitakere United | 11  | 6  | 3  | 2  | 1  | 15 | 7  | 8   | 61,1% |
| 2      | 4R Electrical Ba | 13  | 6  | 4  | 1  | 1  | 9  | 5  | 4   | 72,2% |
| 3      | Auckland City    | 8   | 4  | 2  | 2  | 0  | 10 | 4  | 6   | 66,6% |
| 4      | Temanava         | 4   | 4  | 1  | 1  | 2  | 3  | 5  | -2  | 33,3% |
| 5      | Marist Fire      | 3   | 4  | 1  | 0  | 3  | 5  | 7  | -2  | 25%   |
| 6      | Mont-Dore        | 0   | 4  | 0  | 0  | 4  | 1  | 15 | -14 | 0%    |